# Gavin Peacock
Gavin Peacock (Eltham, 18 novembre 1967) è un ex calciatore inglese, di ruolo centrocampista o attaccante.
Venne inserito nella squadra dell'anno della Championship nel 1992-1993.